# Nespelem (Washington)
Nespelem je gradić u američkoj saveznoj državi Washington. Prema popisu stanovništva iz 2010. u njemu je živjelo 236 stanovnika.